# Cynthia Eckert
Cynthia „Cindy“ Eckert, nach Heirat Cynthia Rusher, (* 27. Oktober 1965 in Evanston, Illinois) ist eine ehemalige US-amerikanische Ruderin.  
Eckert gewann 1986 mit dem Achter der University of Wisconsin die NCAA-Meisterschaften. Im gleichen Jahr belegte sie mit dem US-Achter den vierten Platz bei den Ruder-Weltmeisterschaften 1986. 1987 erreichte sie mit dem Vierer mit Steuerfrau den fünften Platz bei den  Ruder-Weltmeisterschaften 1987. Bei den Olympischen Spielen 1988 belegte der US-Vierer ebenfalls den fünften Platz. 
Nach einem Jahr Pause belegte Eckert mit dem Achter bei den Weltmeisterschaften 1990 in Tasmanien den zweiten Platz hinter den Rumäninnen. Shelagh Donohoe, Cynthia Eckert, Stephanie Maxwell-Pierson und Anna Seaton aus dem US-Achter von 1990 traten bei den Weltmeisterschaften 1991 in Wien im Vierer ohne Steuerfrau an und gewannen die Silbermedaille hinter den Kanadierinnen und vor dem deutschen Boot. Bei den Olympischen Spielen 1992 in Barcelona traten Donohoe und Eckert mit Amy Fuller und Carol Feeney an und gewannen wie bei den Weltmeisterschaften 1991 Silber hinter der Kanadierinnen und vor den Deutschen.
Cynthia Eckert ist mit dem Ruderer Jack Rusher verheiratet, der ebenfalls 1988 und 1992 an den Olympischen Spielen teilnahm. Beider Kinder Alison Rusher und Nicholas Rusher nahmen auch im Ruderboot an Olympischen Spielen teil.